# Mendeleev Communications
Mendeleev Communications (nach ISO 4-Standard in Literaturzitaten mit Mendeleev Commun. abgekürzt) ist eine seit 1991 erscheinende internationale chemische Fachzeitschrift. Hauptsächlich werden Artikel von Autoren aus Russland sowie weiteren Staaten der ehemaligen Sowjetunion veröffentlicht, jedoch steht die Zeitschrift auch Wissenschaftlern aus anderen Ländern offen.
Der Impact Factor der Mendeleev Communications beträgt 1,786 (2020). Chefredakteur der Zeitschrift ist Michail P. Jegorow von der Russischen Akademie der Wissenschaften.